# Botia almorhae
Botia almorhae es una especie de pez del género Botia, familia Botiidae. Fue descrita científicamente por Gray en 1831.
Se distribuye por Asia: India y Nepal, también en Birmania. La longitud estándar (SL) es de 15,5 centímetros. Habita en arroyos de montaña y charcos rocosos.
Está clasificada como una especie inofensiva para el ser humano.